# Faon (Burkina Faso)
Pour l’article homonyme, voir Faon.
Faon est une commune rurale située dans le département de Loumana de la province de la Léraba dans la région des Cascades au Burkina Faso.

## Démographie
| 2003 | 2006  | 2012 |
| ---- | ----- | ---- |
| 384  | 1 856 | -    |

## Éducation et santé
Le centre de soins le plus proche de Faon est le centre de santé et de promotion sociale (CSPS) de Néguéni tandis que le centre médical avec antenne chirurgicale (CMA) est à Sindou et que le centre hospitalier régional (CHR) se trouve à Banfora.
Le village possède une école primaire publique.